# Neoterebra glauca
Neoterebra glauca é uma espécie de gastrópode do gênero Neoterebra, pertencente a família Terebridae.